# 東海環狀自動車道
東海環狀自動車道（日语：／ Tōkai Kanjō jidōshadō */?）是起於愛知縣豐田市，經岐阜縣，終於三重縣四日市市的高規格幹線道路，略稱東海環狀道（／）。高速公路路線編號被編為C3（東京外環自動車道亦編號為C3，但與本道路並無關聯）。

## 概要
1994年名稱募集時取「MIE」（三重）「AICHI」（愛知）「GIFU」（岐阜）之頭一字成愛稱。
名古屋市周邊30-40km都市圈的環狀道路，連繫愛知縣豐田市、瀨戶市，岐阜縣土岐市、可兒市、美濃加茂市、關市、岐阜市、大垣市、三重縣四日市市等都市，與東名高速道路、新東名高速公路、中央自動車道、東海北陸自動車道、名神高速道路、新名神高速道路等廣域的交通網形成長度約160km的自動車專用道路。
路線名稱為國道475號。
此道路被東海地方政財界寄予厚望，理由如下：
1. 緩和東名高速名古屋IC附近和名神高速一宮JCT附近發生的交通阻塞。
2. 豐田市（自動車）、瀨戶市、土岐市、多治見市（瓷器、陶瓷材料）、關市（刃物、金屬加工）、大垣市（電子元件）、員辨市（自動車、電子元件）、四日市市（油脂、家電、IT製品）等製造業之集積與都市連繋，增進製造效率。
3. 經伊勢灣岸道、知多半島道路、知多橫斷道路、中部國際機場連絡道路（Centrair Line）至中部國際機場的貨物便利與活性化。
4. 愛知縣集中的自動車部品製造業分散化至他縣（特別是岐阜縣）。
5. 經東海北陸道至岐阜縣奥美濃，飛驒地方之觀光活性化。

因為是環狀道路，故沒有「上行、下行」而有「外回、內回」之稱。
部份路標為防誤認成東海北陸道，故有「東海環狀道」與「東海環狀」標識。

### 國道475號
基於一般國道之路線指定政令與一般國道之指定區間指定政令之一般國道475號概要如下（政令記載為市町村名）：
- 起點 : 豐田市（琴平町宮久後685番1）
- 終點 : 四日市市（北山町字中之山1909番之5）
- 重要經過地 : 愛知縣西加茂郡藤岡町、瀨戶市、土岐市、可兒市、美濃加茂市、關市、岐阜市、岐阜縣山縣郡高富町、同縣本巢郡糸貫町、大垣市、三重縣員辨郡大安町、同郡東員町
- 指定區間 : 豐田市琴平町宮久後685番1（豐田東JCT）- 四日市市北山町字中之山1909番之5（四日市北JCT）

一般國道475號於1993年4月1日政令改正後，是一般國道中唯一沒有共用區間的路線，2005年3月19日豐田東JCT-美濃關JCT區間通車。

## 交流道
- 交流道（IC）編號欄的背景色為■顯示該部分道路已經啟用，設施名稱欄的背景色為■顯示該部分設施尚未啟用，未通車路段名稱皆為臨時名稱。
- 智能交流道（SIC）以背景色■顯示。
- 起點起的距離基於NEXCO中日本與日本高速公路保有、債務返還機構（日语：日本高速道路保有・債務返済機構）之間締結的協定[2]。
- JCT為系統交流道的簡寫，IC為交流道的簡寫，PA為停車區（日语：パーキングエリア）的簡寫，SA為服務區的簡寫。

| 交流道 編號 | 中文設施名稱   | 日文設施名稱  | 英文設施名稱 | 接續路線名稱                                                          | 起點 里程 （公里） | 備註             | 所在地 | 所在地        | 所在地 |
| ----------- | -------------- | ------------- | ------------ | --------------------------------------------------------------------- | ------------------ | ---------------- | ------ | ------------- | ------ |
| 1           | 豐田東JCT      |               |              | E1A 新東名高速公路 E1A 伊勢灣岸自動車道                               | 0.0                |                  | 愛知縣 | 豐田市        |        |
| 2           | 豐田松平IC     |               |              | 國道301號                                                             | 3.4                |                  | 愛知縣 | 豐田市        |        |
| 2-1         | 鞍池PA/SIC     |               |              | 愛知縣道343號則定豐田線                                               | 6.3                | 併設公路綠洲     | 愛知縣 | 豐田市        |        |
| 3           | 豐田勘八IC     |               |              | 國道153號（豐田北繞道）                                               | 9.7                |                  | 愛知縣 | 豐田市        |        |
| 4           | 豐田藤岡IC     |               |              | 愛知縣道·岐阜縣道13號豐田多治見線                                     | 15.4               |                  | 愛知縣 | 豐田市        |        |
| 5           | 瀨戶赤津IC/PA  |               |              | 國道248號（瀨戶東繞道） 愛知縣道22號瀨戶環狀線 愛知縣道33號瀨戶設樂線 | 23.2               |                  | 愛知縣 | 瀨戶市        |        |
| 6           | 瀨戶品野IC     |               |              | 國道363號                                                             | 26.0               |                  | 愛知縣 | 瀨戶市        |        |
| 7           | 土岐南多治見IC |               |              | 岐阜縣道382號土岐南多治見Inter線                                      | 36.9               |                  | 岐阜縣 | 土岐市        |        |
| 30-1        | 土岐JCT        |               |              | E19 中央自動車道                                                      | 39.8               |                  | 岐阜縣 | 土岐市        |        |
| 7-1         | 五斗蒔PA/SIC   |               |              | 岐阜縣道84號土岐可兒線                                                | 41.5               |                  | 岐阜縣 | 土岐市        |        |
| 8           | 可兒御嵩IC     |               |              | 國道21號（可兒御嵩繞道）                                              | 50.3               |                  | 岐阜縣 | 可兒市        |        |
| 8           | 可兒御嵩IC     | 可兒郡 御嵩町 |              | 國道21號（可兒御嵩繞道）                                              | 50.3               |                  | 岐阜縣 |               |        |
| 9           | 美濃加茂IC/SA  |               |              | 國道41號（美濃加茂繞道） 岐阜縣道342號平成紀念公園線                  | 59.7               | 併設公路綠洲     | 岐阜縣 | 美濃加茂市    |        |
| 10          | 富加關IC       |               |              | 岐阜縣道58號關金山線                                                  | 66.0               |                  | 岐阜縣 | 加茂郡 富加町 |        |
| 10          | 富加關IC       | 關市          |              | 岐阜縣道58號關金山線                                                  | 66.0               |                  | 岐阜縣 |               |        |
| 5-1         | 美濃關JCT      |               |              | E41 東海北陸自動車道                                                  | 73.0               |                  | 岐阜縣 |               |        |
| 5-1         | 美濃關JCT      | 美濃市        |              | E41 東海北陸自動車道                                                  | 73.0               |                  | 岐阜縣 |               |        |
| 11          | 關廣見IC       |               |              | 國道418號                                                             | 75.9               |                  | 岐阜縣 | 關市          |        |
| 11-1        | 岐阜三輪PA/SIC |               |              | 岐阜縣道59號北野乙狩線                                                | 79.9               |                  | 岐阜縣 | 岐阜市        |        |
| 12          | 山縣IC         |               |              | 國道256號（高富繞道）                                                 | 84.9               |                  | 岐阜縣 | 山縣市        |        |
| -           | 岐阜IC         |               |              | 岐阜縣道91號岐阜美山線                                                | 91.7               | 預定2024年度開通 | 岐阜縣 | 岐阜市        |        |
| -           | 本巢IC         |               |              | 國道157號                                                             | 96.8               | 預定2024年度開通 | 岐阜縣 | 本巢市        |        |
| -           | 本巢PA         |               |              |                                                                       |                    | 預定2024年度開通 | 岐阜縣 | 本巢市        |        |
| 15          | 大野神戶IC     |               |              | 岐阜縣道53號岐阜關原線                                                | 103.5              |                  | 岐阜縣 | 揖斐郡 大野町 |        |
| 15          | 大野神戶IC     | 安八郡 神戶町 |              | 岐阜縣道53號岐阜關原線                                                | 103.5              |                  | 岐阜縣 |               |        |
| 16          | 大垣西IC       |               |              | 國道21號（岐大繞道） 岐阜縣道50號大垣環狀線                           | 111.1              |                  | 岐阜縣 | 大垣市        |        |
| 26-1        | 養老JCT        |               |              | E1 名神高速公路                                                       | 117.2              |                  | 岐阜縣 | 養老郡 養老町 |        |
| 17          | 養老IC         |               |              | 岐阜縣道213號養老平田線                                               | 120.3              |                  | 岐阜縣 | 養老郡 養老町 |        |
| -           | 海津PA/SIC     |               |              | 海津市道海津34421號線                                                 |                    | 預定2026年度開通 | 岐阜縣 | 海津市        |        |
| -           | 北勢PA         |               | /            |                                                                       |                    | 預定2026年度開通 | 三重縣 | 員辨市        |        |
| -           | 員辨IC         |               |              | 三重縣道5號北勢多度線                                                 | 138.3              | 預定2024年度開通 | 三重縣 | 員辨市        |        |
| 19          | 大安IC         |               |              | 國道365號（員辨繞道）                                                 | 144.9              |                  | 三重縣 | 員辨市        |        |
| 20          | 東員IC         |               |              | 國道365號（員辨繞道）                                                 | 151.3              |                  | 三重縣 | 員辨郡 東員町 |        |
| 1           | 新四日市JCT    |               |              | E1A 新名神高速公路                                                    | 152.7              |                  | 三重縣 | 四日市市      |        |

## 歷史
- 1988年6月30日 : 第四次全國總合開發計劃（四全總）有高規格幹線道路構想。
- 1989年度 : 土岐-關間開工。
- 1989年12月1日 : 都市計劃決定（土岐-關）。
- 1990年度 : 北勢-四日市間開工。
- 1991年3月4日 : 都市計劃決定（豐田-瀨戶）。
- 1992年1月21日 : 都市計劃決定（北勢-四日市）。
- 1993年4月1日 : 指定為一般國道475號路線。
- 1994年度 : 西部區間路線全面施工。
- 1996年10月4日 : 都市計劃決定（關-養老）。
- 1998年度 : 養老-北勢間開工。
- 1998年4月10日 : 都市計劃決定（瀨戶-土岐）。
- 2000年8月 : 豐田東JCT-美濃關JCT間 一般收費道路工程許可。
- 2005年3月19日 : 豐田東JCT-美濃關JCT間通車。
- 2007年4月24日 : 都市計劃決定（養老-北勢）。
- 2007年12月16日 : 五斗蒔停车区開業。
- 2009年4月18日 : 美濃關JCT-關廣見IC間通車。
- 2012年9月15日 : 大垣西IC-養老JCT間通車。

## 路線狀況

### 車道與速限
| 區間                     | 車道數 上下線=上行線+下行線 | 最低速限 | 最高速限                   | 最高速限 | 備註 |
| 區間                     | 車道數 上下線=上行線+下行線 | 最低速限 | 大型車、三輪自動車、聯結車 | 其他車輛 | 備註 |
| ------------------------ | --------------------------- | -------- | -------------------------- | -------- | ---- |
| 豐田東JCT - 土岐JCT      | 4=2+2                       | 50 km/h  | 80 km/h                    | 100 km/h |      |
| 土岐JCT-五斗蒔停车区     | 2=1+1 （暫定2車道）         | （無）   | 70 km/h                    | 70 km/h  |      |
| 五斗蒔停车区-可兒御嵩IC  | 2=1+1 （暫定2車道）         | （無）   | 70 km/h                    | 70 km/h  | ※1   |
| 可兒御嵩IC-美濃加茂IC/SA | 2=1+1 （暫定2車道）         | （無）   | 70 km/h                    | 70 km/h  | ※2   |
| 美濃加茂IC/SA-富加關IC   | 2=1+1 （暫定2車道）         | （無）   | 70 km/h                    | 70 km/h  |      |
| 富加關IC-美濃關JCT       | 2=1+1 （暫定2車道）         | （無）   | 70 km/h                    | 70 km/h  | ※3   |
| 美濃關JCT-關廣見IC       | 2=1+1 （暫定2車道）         | （無）   | 70 km/h                    | 70 km/h  |      |

- ※1 : 外回之久久利大平隧道-久久利第一隧道間有爬坡專用車道。
- ※2 : 外回、內回之可兒御嵩IC-兼山隧道間有500m超車道。
- ※3 : 外回、內回有超車道。

### 主要隧道、橋梁
- 猿投山隧道（豐田藤岡IC-瀨戶赤津IC/停车区） : 外回4,434m、內回4,335m
- 愛岐隧道（瀨戶品野IC-土岐南多治見IC） : 外回3,270m、內回3,293m
- 土岐笠原隧道（瀨戶品野IC-土岐南多治見IC） : 1,246m
- 土岐川橋（土岐南多治見IC-土岐JCT） : 230m
- 中央道隧道（土岐南多治見IC-土岐JCT） : 81m
- 久久利大平隧道（五斗蒔停车区-可兒御嵩IC） : 1,396m
- 久久利第一隧道（五斗蒔停车区-可兒御嵩IC） : 222m
- 久久利第二隧道（五斗蒔停车区-可兒御嵩IC） : 314m
- 久久利第三隧道（五斗蒔停车区-可兒御嵩IC） : 901m
- 柿田隧道（五斗蒔停车区-可兒御嵩IC） : 1,539m
- 木曾川橋（可兒御嵩IC-美濃加茂IC/SA） : 180m
- 白山隧道（可兒御嵩IC-美濃加茂IC/SA）：1,345m
- 飛驒川橋（可兒御嵩IC-美濃加茂IC/SA） : 160m
- かもフルーツ隧道（可兒御嵩IC-美濃加茂IC/SA） : 630m
- 川小牧隧道（美濃加茂IC/SA-富加關IC） : 1,275m
- 長良川橋（美濃關JCT-關廣見IC） : 370m
- 池尻笠神隧道（美濃關JCT-關廣見IC） : 390m

##### 隧道數
| 區間                         | 外回 | 內回 | 備註 |
| ---------------------------- | ---- | ---- | ---- |
| 豐田東JCT-豐田松平IC         | 1    | 1    |      |
| 豐田松平IC-鞍池停车区        | 0    | 0    |      |
| 鞍池停车区-豐田勘八IC        | 2    | 2    |      |
| 豐田勘八IC-豐田藤岡IC        | 0    | 0    |      |
| 豐田藤岡IC-瀨戶赤津IC/停车区 | 1    | 1    |      |
| 瀨戶赤津IC/停车区-瀨戶品野IC | 0    | 0    |      |
| 瀨戶品野IC-土岐南多治見IC    | 1    | 1    |      |
| 土岐南多治見IC-土岐JCT       | 0    | 0    |      |
| 土岐JCT-五斗蒔停车区         | 0    | 0    |      |
| 五斗蒔停车区-可兒御嵩IC      | 5    | 5    |      |
| 可兒御嵩IC-美濃加茂IC/SA     | 1    | 1    |      |
| 美濃加茂IC/SA-富加關IC       | 3    | 3    |      |
| 富加關IC-美濃關JCT           | 0    | 0    |      |
| 美濃關JCT-關廣見IC           | 1    | 1    |      |
| 合計                         | 15   | 15   | -    |

### 道路管理者
- NEXCO中日本 名古屋支社
  - 豐田保全、服務中心 : 豐田東JCT - 豐田松平IC

（豐田保全・服務中心管理區間以外，東名高速道路 三日IC - 豐田IC，伊勢灣岸自動車道 豐田東JCT - 飛島IC）
  - 多治見保全、服務中心 : 豐田松平IC - 可兒御嵩IC

（多治見保全・服務中心管理區間以外，中央自動車道 中津川IC - 小牧東IC）
  - 岐阜保全・服務中心 : 可兒御嵩IC - 關廣見IC

（岐阜保全、服務中心管理區間以外，東海北陸自動車道 一宮木曾川IC - 郡上八幡IC）

### 交通量
24小時交通量（平成17年度道路交通調査）
| 愛知縣 - 豐田東JCT-豐田松平IC : 17,256 - 豐田松平IC-豐田勘八IC : 15,542 - 豐田勘八IC-豐田藤岡IC : 14,319 - 豐田藤岡IC-瀨戶赤津IC : 13,146 - 瀨戶赤津IC-瀨戶品野IC : 13,290 - 瀨戶品野IC-愛知縣、岐阜縣境 : 12,827 | 岐阜縣 - 土岐南多治見IC-土岐JCT : 12,751 - 土岐JCT-可兒御嵩IC : 8,945 - 可兒御嵩IC-美濃加茂IC : 7,155 - 美濃加茂IC-富加關IC : 7,302 - 富加關IC-美濃關JCT : 7,321 |

## 地理

### 通過自治體
僅列出已通車路段。
- 愛知縣
  - 豐田市 - 瀨戸市 -
- 岐阜縣
  - 多治見市 - 土岐市 - 可兒市 - 可兒郡御嵩町 - 可兒市 - 加茂郡八百津町 - 美濃加茂市 - 加茂郡川邊町 - 美濃加茂市 - 加茂郡富加町 - 關市 - 美濃市 - 關市
  - 大垣市 - 養老郡養老町
- 三重縣
  - 員辨郡東員町 - 四日市市

### 連接高速公路
- E1A 伊勢灣岸自動車道（於豐田東系統交流道連接）
- E1A 新東名高速公路（於豐田東系統交流道連接）
- E19 中央自動車道（於土岐系統交流道連接）
- E41 東海北陸自動車道（於美濃關系統交流道連接）
- E1 名神高速公路（於養老系統交流道連接）
- E1A 新名神高速公路（於新四日市北系統交流道連接）

## 相關項目
- 放射線、環狀線（日语：放射線・環状線）
- 一般國道
- 高規格幹線道路
  - 國土交通大臣指定高規格幹線道路（一般國道快速道路）
- 中部地方道路列表
- 近畿地方道路列表

## 外部連結
- 國土交通省中部地方整備局
  - 名古屋圏環狀道路
  - 岐阜國道事務所
    - 東海環狀自動車道 - 岐阜國道事務所

  - 北勢國道事務所
    - 東海環狀自動車道 - 北勢國道事務所[永久]
- 東海環狀自動車道 - 岐阜縣道路建設課
- 獨立行政法人 日本高速道路保有・債務返済機構 （页面存档备份，存于）
- NEXCO中日本 （页面存档备份，存于）